# Iacob Holz
Iacob Alexandru Holz (ur. w 1902) – rumuński piłkarz. Jednokrotny reprezentant Rumunii. Był w kadrze na Igrzyska Olimpijskie w 1924 w Paryżu, jednakże nie wystąpił w jedynym meczu reprezentacji na igrzyskach. W reprezentacji zadebiutował w meczu z Austrią w 1924.